# Hoima (district)
Le district de Hoima est un district de l'ouest de l'Ouganda. Il est situé au bord du lac Albert. Sa capitale est Hoima.

## Histoire
Ce district a été créé en 1980 après division de la sous-région de Bunyoro en 1974.